# Zazà (film 1944)
Zazà è un film del 1944, diretto da Renato Castellani, con protagonista Isa Miranda.
Cinque anni prima la stessa Miranda avrebbe dovuto essere la protagonista della Zazà di George Cukor ad Hollywood, ma a causa del suo inglese, di un incidente accadutole all'inizio delle riprese e della guerra imminente, le venne alla fine preferita Claudette Colbert (nonostante avesse già girato alcune scene).

## Trama
Durante la Belle Époque, Dufresne, ingegnere parigino, in viaggio in provincia perde il treno e, per passare la serata, si reca in un caffè concerto in cui si esibisce la cantante Zazà. Per caso i due si conoscono e subito nasce una passione. Dopo alcuni giorni spensierati, l'ingegnere è costretto a tornare ai suoi impegni ma le promette di tornare al più presto. Zazà, impaziente di rivedere l'uomo che ama, si reca a Parigi ma scopre che Dufresne è sposato e ha una bambina. Delusa e affranta, Zazà vede svanire il sogno di rifarsi una vita e, quando l'ingegnere torna da lei proponendole di fuggire insieme dopo essersi separato dalla moglie, rifiuta le sue offerte e lo induce a ritornare in seno alla famiglia.

## Produzione
Il film venne prodotto da Dino De Laurentiis per la Lux Film e venne realizzato, per gli esterni nel centro storico di Lucca e, per gran parte degli interni, negli studi di Cinecittà.

## Distribuzione
La pellicola venne distribuita nel circuito cinematografico italiano il 9 marzo del 1944.

## La critica
- Raul Radice, nel Corriere della Sera del 31 marzo 1944: «Ecco dimostrato come da un soggetto mediocre sia possibile ricavare un buon film, anzi un film eccellente. Eppure Renato Castellani, che si conferma singolarissimo regista, oltre tutto è rimasto fedele alla commedia. Ma Castellani non è impacciato dalla fedeltà, egli rivive la vicenda prescelta, l'immagine è il suo mezzo d'espressione, ed egli lo usa al modo dello scrittore con la parola o del musicista con la nota. Anche il costume troppo volte fastidioso, qui si stacca dal ricordo delle vecchie fotografie e riacquista vivezza e colore. Isa Miranda eccelle soprattutto in quel tanto di patetico che il personaggio le consente, e della canzonettista sottolinea, con grande intensità, la impossibile aspirazione alla vita familiare.»

## Cast tecnico
- Alberto Moravia: co-sceneggiatore, non accreditato per questioni razziali.
- Giovanni Paris: tecnico del suono
- Sandro Santoni: ispettore di produzione
- Luciano Chili e Michelangelo Muraro: aiuto regia
- Gino Brosio: arredatore
- Ernesto Achilli: costruzioni
- Otello Fava: truccatore
- Nino Rota e Michele Galdieri: parolieri delle canzoni
- Fernando Previtali: direttore dell'Orchestra sinfonica dell'EIAR di Roma

## Versioni teatrali
La versione originale è del 1899. A teatro la pièce venne interpretata da Mrs. Leslie Carter.

## Altre versioni cinematografiche
- Zazà (1915) (USA) di Edwin S. Porter con Pauline Frederick
- Zazà (1923) (USA) di Allan Dwan interpretata da Gloria Swanson
- Zazà (1939) (USA) di George Cukor con Claudette Colbert
- Zazà (1956) (Francia) di René Gaveau con Lilo

## Curiosità
Il protagonista maschile, Antonio Centa, è qui doppiato da Gino Cervi.